# Agar confortata da un angelo nel deserto
Agar confortata da un angelo nel deserto, è il titolo di un dipinto di olio su tela realizzato dal pittore italiano Giambattista Pittoni nel 1720, esposto nella Chiesa di Santa Maria Gloriosa dei Frari di Venezia in Italia.

## Descrizione
Agar, la fanciulla egizia di Sarah, era la madre di Ismaele, il primo figlio di Abramo. Quando Isacco, il figlio di Sarah, prese in giro suo fratello minore Ismaele, Sarah chiese ad Abramo di bandirlo, insieme a sua madre. Abramo prima di mandarli via gli diede del pane e una bottiglia d'acqua e li mandò nel deserto di Beersheba. 
Quando l'acqua terminò, Agar mise Ismaele sotto un cespuglio per morire e poi si sedette un po' lontano, piangendo. Ma apparve un angelo, per tradizione l'arcangelo Michele, che gli rivelò un pozzo d'acqua vicino, in modo che entrambi salvati. Due scene, l'esilio e l'aspetto dell'angelo sono comuni nella pittura italiana e olandese del 17 ° secolo.